# سارة بيتشيلي
سارة بيتشيلي هي رسامة كارتون إيطالية ولدت في 15 أبريل 1983،أشتهرت لرسمها شخصية مايلز موراليس.